# Bledius opacus
Bledius opacus is een keversoort behorend tot de der kortschildkevers.  De wetenschappelijke naam van de soort is voor het eerst geldig gepubliceerd in 1799 door Block. Hij heeft een lengte van 3,8 tot 4,2 mm.